# Aoyama (Mie)
Pour les articles homonymes, voir Aoyama.
Aoyama (青山町, Aoyama-chō) est un bourg du Japon situé dans le district de Naga de la préfecture de Mie.

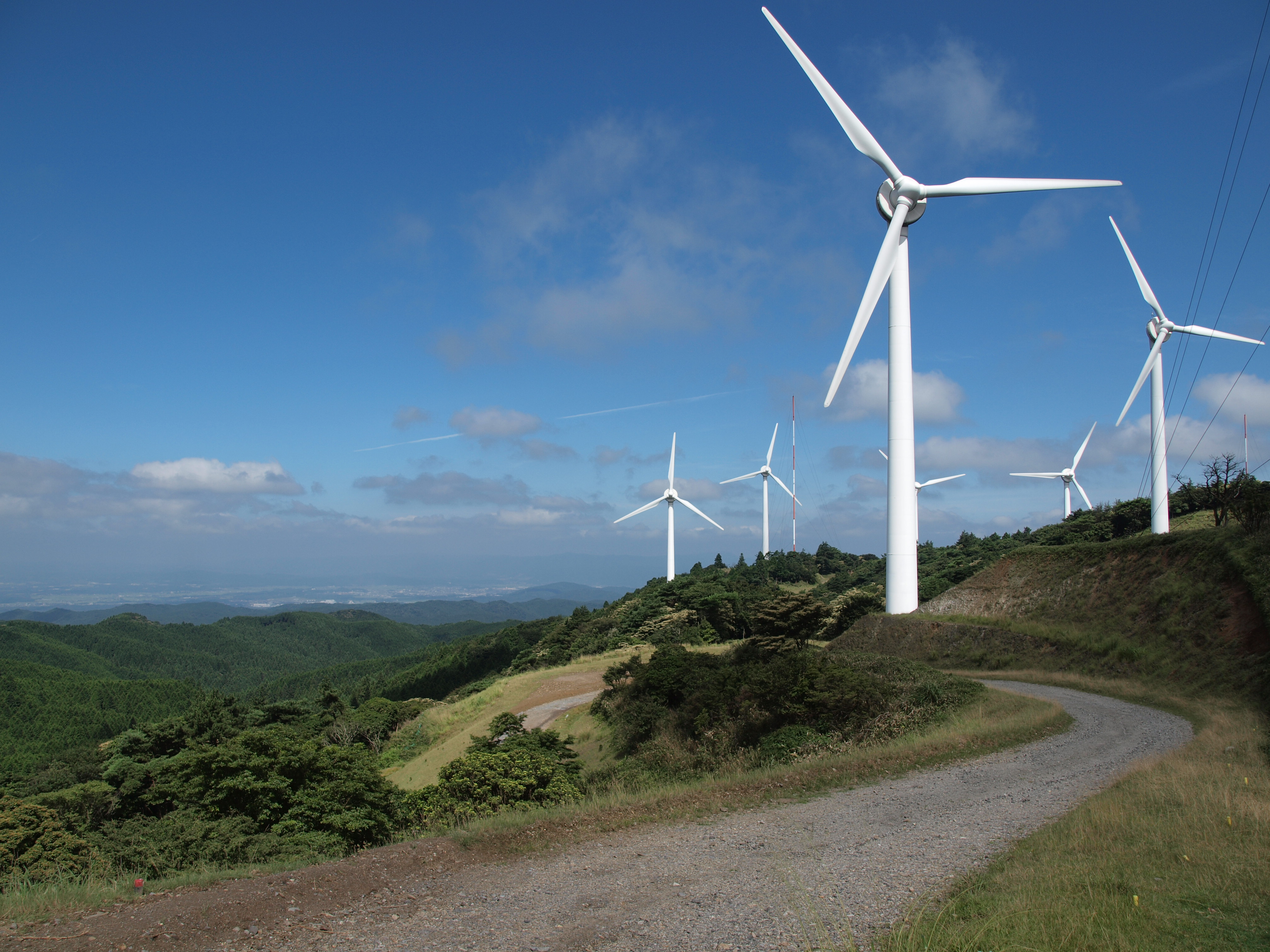
Vue du plateau d'Aoyama.

En 2003, la population de la municipalité est estimée à 11 590 habitants pour une densité de 106,33 personnes par km². La superficie totale est de 109,00 km2.
Le 1er novembre 2004, Aoyama, avec la municipalité de Ueno, les villes de Iga (ancienne) et Ayama, les villages de Ōyamada et Shimagahara (tous de district d'Ayama), fusionnent pour créer la ville d'Iga.

## Note
- (en) Cet article est partiellement ou en totalité issu de l’article de Wikipédia en anglais intitulé « Aoyama, Mie » (voir la liste des auteurs).